# Story of My Heart
Story of My Heart è l'album di debutto del cantante R&B statunitense Mario Winans. L'album è stato pubblicato il 24 giugno 1997 dalla Motown Records.

## Tracce
1. Prayerlude
2. Every Now And Then
3. Stay With Me
4. Arouse Me
5. Don't Know
6. Love Man
7. I Wanna Be Your Man (Interlude)
8. You Never Know
9. Came Back Home
10. My Sweetheart
11. Don't Know Remix (feat. Ma$e)
12. It's All Good
13. Don't Take Your Love Away
14. One Last Chance
15. Love Is In The Air
16. Loving Arms
17. Take My Breath Away